# Кавалеры ордена Святого Георгия III класса Ф
Кавалеры ордена Святого Георгия III класса на букву «Ф»
Список составлен по алфавиту персоналий. Приводятся фамилия, имя, отчество; звание на момент награждения; номер по спискам Григоровича — Степанова и Судравского; дата награждения. Лица, чьи имена точно идентифицировать не удалось, не викифицируются.
- Фабрициан, Фёдор Иванович, подполковник, № 1, 8 декабря 1769
- Фадеев, Семён Андреевич, полковник, № 560, 19 декабря 1877
- Фаминцын, Сергей Андреевич, майор, № 35, 14 декабря 1771
- Федоренко, Пётр Иванович, генерал-майор, № 449, 18 октября 1831
- Фердинанд I (король Румынии), 15 марта 1918
- Ферзен, Иван Евстафьевич, подполковник, № 53, 26 ноября 1775
- Филисов, Фёдор Петрович, подполковник, № 31, 5 июля 1771
- Фок, Александр Борисович, генерал-майор, № 151, 8 апреля 1807
- Фок, Александр Викторович, генерал-лейтенант, № 586, 24 октября 1904
- Фок, Борис Борисович, генерал-майор, № 248, 20 октября 1812
- Фрейтаг, Роберт Карлович, генерал-лейтенант, № 465, 1 сентября 1849
- Френель-Курель, генерал-фельдмаршал австрийской службы, № 374, 12 мая 1814
- Френч, Джон, фельдмаршал английской службы, 27 ноября 1914
- Фридрих Франц II, великий герцог Мекленбург-Шверинский, № 515, 8 октября 1870
- Фридрих Вильгельм Карл, принц Прусский, № 291, 20 мая 1813
- Фридрих Генрих Карл, принц Прусский, № 309, 18 июля 1813
- Фридрих Иосиф, ландграф Гессен-Гомбургский, № 395, 12 июня 1823
- Фридрих Карл Александр (принц прусский), № 526, 22 октября 1872
- Фролов-Багреев, Алексей Петрович, бригадир, № 105, 28 июня 1794